# Похил, Григорий Павлович
Григорий Павлович Похил (1938, Ленинград — 10.07.2015, Москва) — советский и российский физик, лауреат Государственной премии СССР (1972).
Окончил физический факультет МГУ (1961).
В 1961—1966 гг. работал в ФИАН.
В 1966—2015 гг. в НИИ ядерной физики МГУ: старший инженер, младший, старший и ведущий научный сотрудник отдела физики атомного ядра.
Кандидат физико-математических наук (1976). Доктор физико-математических наук (2011). Старший научный сотрудник (1981).
Область научных интересов: физика взаимодействия быстрых заряженных частиц с твёрдым телом.
Лауреат Государственной премии СССР (1972), которую получил в составе авторского коллектива за открытие и исследование эффекта теней в ядерных реакциях на монокристаллах.
Автор препринта, 102 статей, 20 научных докладов на конференциях, 2 патентов.
Сочинения:
- Исследование формирования теней при рассеянии частиц на толстом монокристалле : диссертация … кандидата физико-математических наук : 01.04.16. — Москва, 1976. — 113 с. : ил.
- Бесконтактное прохождение ионов через диэлектрические каналы : диссертация … доктора физико-математических наук : 01.04.20 / Похил Григорий Павлович; [Место защиты: Науч.-исслед. ин-т ядер. физики им. Д. В. Скобельцына]. — Москва, 2010. — 140 с. : ил.
- Новые возможности измерительно-вычислительного комплекса при решении задач интерпретации спектрометрических измерений в ядерной физике. Похил Г. П., Пытьев Ю. П., Туринге A.A. Препринт № 15/1984 физического ф-та МГУ Москва, 5 с.